# Ancestim
Aneopim là một yếu tố tế bào gốc methionyl tái tổ hợp, được Amgen gọi là StemGen. Nó được phát triển bởi Amgen vầ được bán cho Biovitrium, nay là Orphan Biovitrum của Thụy Điển, vào tháng 12 năm 2008.
Nó là một protein amino acid 166 được sản xuất bởi vi khuẩn E.coli, trong đó một gen đã được đưa vào cho yếu tố tế bào gốc hòa tan của con người. Nó có trọng lượng phân tử đơn phân khoảng 18.500 dalton vầ thường tồn tại như một dimer không liên quan. Protein có trình tự amino acid giống hệt trình tự tự nhiên được dự đoán từ phân tích trình tự DNA của con người, ngoại trừ việc bổ sung một methionine N-terminal được giữ lại sau khi biểu hiện ở E. coli. Bởi vì Aneopim được sản xuất ở E. coli, nó bị nonglycosyl hóa. Ancestim được cung cấp như một, trắng, bột đông khô vô trùng bảo quản miễn phí cho pha vầ điều hành như một mũi tiêm dưới da (SC) vầ được chỉ định để sử dụng trong sự kết hợp với Filgrastim để huy động ngoại vi tế bào gốc tạo máu cho sau cấy ghép ở những bệnh nhân ung thư nhất định.